# Jamestown (Oost-Kaap)
Jamestown is een dorp met 4700 inwoners, in de Zuid-Afrikaanse provincie Oost-Kaap, zo'n 55 kilometer ten zuiden van Aliwal-Noord gelegen. Het dorp is vernoemd naar Johannes Jacobus (James) Wagenaar, de voormalige eigenaar van de boerderij (Plessieskraal geheten) waar uiteindelijk het dorp rondom is ontstaan.
Het dorp is ontstaan in 1874 en heeft in 1943 de status van gemeente (Afrikaans: munisipaliteit) gekregen.

## Subplaatsen
Het nationaal instituut voor de statistiek, Stats SA, deelt sinds de census 2011 deze hoofdplaats in in 2 zogenaamde subplaatsen (sub place):
Jamestown SP • Masakhane.

## Geboren
- John Vorster (1915-1983), premier en staatspresident van Zuid-Afrika